# Prinsessen og frøen
Prinsessen og frøen er animeret familiespillefilm fra Walt Disney Animation Studios fra 2009, der løseligt er baseret på bogen The Frog Princess af Ed Baker. Den er den første 2D-animerede film fra Disney siden De Frygtløse: The Muuhvie fra 2004.
Den er instrueret af John Musker og Ron Clements, der også instruerede Mesterdetektiven Basil Mus, Den lille Havfrue, Aladdin, Herkules og Skatteplaneten. Sange og partitur er sammensat af Randy Newman og de engelske stemmer er af Anika Noni Rose (som Prinsesse Tiana), Oprah Winfrey (som Eudora, Tianas mor), Keith David (som Dr. Facilier), Jim Cummings (som Ray), John Goodman (som "Big Daddy" LaBouff, Charlottes far, Jenifer Lewis (som Mama Odie), Bruno Campos (som Prins Naveen), Michael-Leon Wooley (som Louis), Peter Bartlett (som Lawrence) og Terrence Howard (som James, Tianas far).
Filmen, der begyndte produktionen under arbejdstitlen Frog Princess, er et amerikansk eventyr i Broadway-musicalstil, udspillet i det franske kvarter i New Orleans. En prins ved navn Naveen fra delstaten Maldonia er tryllet om til en frø af den onde voodoo-troldmand Dr. Facilier. Frøprinsen beder en prinsesse ved navn Tiana om at bryde trolddommen ved at kysse ham; men kysset bryder ikke fortryllelsen. Til gengæld trylles Tiana også om til en frø. Sammen skal de to finde den gode og magiske præstinde i Bayou, Mama Odie. Filmen havde premiere i USA den 11. december 2009.

## Medvirkende og karakterer
| Engelsk stemme      | Dansk stemme    | Rolle                             | Rollebeskrivelse |
| ------------------- | --------------- | --------------------------------- | --- |
| Anika Noni Rose     | Nellie Ettison  | Tiana                             | En 19-årig servitrice og håbefulde kok/restauratør. Hun er en intelligent, hårdtarbejdende, og selvstændige ung kvinde, men hun er en, der arbejder så hårdt, at hun ofte glemmer vigtige ting som kærlighed, sjov og familie. Oprindeligt var Tiana formodes at være som kendt som "Maddy". Mark Henn var tilsynsførerende animator for Tiana i både menneskelig og frøudgaven, hvilket gør hende til en af flere af Disneys kvindelige karakterer, han har animeret. Henn erklærede, at han har forsøgt at lave en karakter, der kunne stå på sine egne ben "uden at gentage hvad jeg har gjort ved Askepot, Snehvide, Prinsesse Aurora, Belle, Pocahontas, Mulan, Ariel og Prinsesse Jasmin" med Tiana, der har en mere kynisk og jordet personlighed. Roses skuespil påvirkes meget af animationen, med skuespillerinden selv foreslog Henn, at Tiana blev venstrehåndet ligesom hende selv. |
| Bruno Campos        | Mads Hjulmand   | Prins Naveen                      | Alle elsker og forguder ham især kvinderne. Han er ret afslappet, går på gaden i pænt casual tøj og spiller ukulele. Han prøver at flirte med Tiana men tager dog hendes afvisning let. Han skal bo i Charlottes fars hus mens han er i New orleans. Han er flad, han skal enten gifte sig med en rigmandsdatter eller få sig et arbejde. Han er en spasmager som elsker at være sjov. Han indgår en aftale med Facilier om at blive rig men bliver tryllet om til en frø i stedet. Han bliver sur på Tiana fordi han tror at hun “løj” |
| Keith David         | Michael Carøe   | Dr. Facilier                      | Laver “magi” for penge på gaden, men snyder altid sine kunder. Han udspionere Charlottes far på dinneren fordi han vil have hans formue. Hans charmere og overbeviser både Naveen og hans butler om at indgå voodoo aftaler med ham. Han snyder Naveen tryller ham om til en frø. Han giver butleren en halskæde med en dråbe af Naveens blod i, den gør så han ligner Naveen. Han lover “dem fra den anden side” alle sjælene i New Orleans hvis de hjælper ham med at finde Naveen. |
| Jim Cummings        | Per Pallesen    | Ray                               | |
| Michael-Leon Wooley | Thomas Eje      | Louis                             | |
| Jenifer Lewis       | Gitte Hænning   | Mama Odie                         | |
| Jennifer Cody       | Szhirley        | Charlotte LaBouff                 | Hvid rigmandsdatter, får alt hvad hun peger på. Drømmer om at blive gift med en prins. Naiv. Helt oppe at køre da Prins Naveen kommer til byen. Hun holder maskebal og vil hapse Naveen der. Hun beder Tiana lave 500 af hendes fantastiske og giver hende en stak penge for det. |
| John Goodman        | Peter Aude      | Big Daddy LaBouff, Charlottes far | |
| Peter Bartlett      | Jesper Asholt   | Lawrence                          | |
| Terrence Howard     | Lars Bom        | James, Tianas far                 | |
| Oprah Winfrey       | Ellen Hillingsø | Eudora, Tianas mor                | |